# Olimpijski park Barra
Olimpijski park Barra (portugalski: Parque Olímpico da Barra) je naziv za 9 povezanih športskih borilišta u Barra da Tijuci, gradskoj četvrti Rio de Janeira. Park je služio kao športski kampus za Olimpijske i Paraolimpijske igre 2016., iako je izvorno bio sagrađen i za Panameričke igre 2007., također održane u Rio de Janeiru.
Nakon Olimpijskih i Paraolimpijskih igara, veći dio borilišta u Parku bit će prenamijenjeno u športske svrhe lokalne zajednice.
Napravljen je po uzoru na tradiciju olimpijskih prakova započetu od prvih olimpijskih igara modernog doba održanih 1896. u Ateni.
Na prostoru Parka, na Međunarodnom autodromu Nelsona Piqueta, 1980-ih održavale su se utrke Velike nagrade Brazila Formule 1.